# Joe Haymes
Joseph Lawrence „Joe“ Haymes (* 10. Februar 1907 in Marshfield, Missouri; † 10. Juli 1964 in Dallas, Texas) war ein US-amerikanischer
Jazzarrangeur, Pianist und Bandleader.

## Leben
Joe Haymes wuchs in Springfield (Missouri) auf, besuchte dort die Greenwood Laboratory School und war Schlagzeuger in der örtlichen Pfadfinderband. Als Jugendlicher lernte er auch Klavier. Nach seinem Wechsel zum Drury College im Jahr 1926 spielte er mit einer eigenen Tanzkapelle, bevor er 1928 nach Ende der Schulzeit von Ted Weems als Arrangeur angeheuert wurde. 
Haymes arrangierte für ihn u. a. den Hit „Piccolo Pete“. Haymes gründete dann im Jahr 1930 in Tulsa eine eigene Band und zog 1932 mit ihr nach New York City. In diesem Jahr galt das Haymes-Orchester als eine der heißesten Tanzbands des Landes, mit einem besonderen Talent für Jazzneuheiten; es entstanden Schallplattenaufnahmen für alle wichtigen Label wie Victor Records, Columbia Records, Bluebird Records. Ende 1933 verkaufte er die Band an den Schauspieler und Bandleader Buddy Rogers. Anfang 1934 stellte Haymes eine Swingformation zusammen, bei der der Arrangeur Spud Murphy mitwirkte.
Nachdem sich Tommy und Jimmy Dorsey 1935 trennten, übernahm Joe Haymes Teile der Band. Er engagierte auch mehrere Musiker von Charlie Barnets Orchester für seine neue Band, die von 1935 bis 1937 bestand und Platten aufnahm, aber nur mäßig erfolgreich war. In seinen verschiedenen Formationen spielten u. a. Sterling Bose, Lee Castle, Pee Wee Erwin, Nick Fatool, Toots Mondello, Joe Yukl und Bud Freeman.
Im Jahr 1938 tourte Haymes als Arrangeur mit Les Browns Orchester und arbeitete danach als Komponist und Arrangeur für den Hörfunk. 1942 war er kurz in der US-Armee, wo er als Sanitäter diente. Nach seiner Rückkehr in die Musikszene setzte er seine Tätigkeit in den Hollywood-Studios in den 1940er Jahren fort bis in die späten 1950er Jahre. Daneben arbeitete Haymes in dieser Zeit bei Lawrence Welks Fernsehshow. Er trat außerdem als Solist im Raum Los Angeles in Pianobars auf.
Um 1960 zog er nach Dallas und zog sich allmählich aus dem Musikgeschäft zurück, arbeitete aber noch als Arrangeur. Haymes starb an Herzversagen im Alter von 57 Jahren.